# FKレオタル・トレビニェ
フドバルスキ・クルブ・レオタル・トレビニェ（ボスニア語: Fudbalski Klub Leotar Trebinje）は、ボスニア・ヘルツェゴビナのスルプスカ共和国トレビニェを本拠地とするサッカークラブ。
1925年創設。旧ユーゴスラビア時代にトップリーグに参加することはなかったが、ボスニア・ヘルツェゴビナ独立後はトップリーグで2度優勝している。

## 歴史
1925年に創設された。ユーゴスラビア時代はユーゴスラビア・ドルガ・リーガに27年所属した。
2001-02シーズンにプルヴァ・リーガRSとクプ・レプブリケ・スルプスケで優勝した。2002-03シーズンはスルプスカ共和国のクラブが参加した最初のプレミイェル・リーガであったが、FKジェリェズニチャル・サラエヴォと優勝争いを演じ、最終第38節にジェリェズニチャル・サラエヴォが敗れた一方でレオタル・トレビニェはFKルダル・ウグリェヴィクに勝利して優勝を決めた。ボスニア・ヘルツェゴビナカップでも決勝に進出し、ジェリェズニチャル・サラエヴォと対戦したが、0-0、0-2で敗れて準優勝に終わった。
2003-04シーズンにUEFAチャンピオンズリーグ 2003-04に出場、予選1回戦でCSグレーヴェンマハに0-0、2-0で勝利したが、予選2回戦でSKスラヴィア・プラハに1-2、0-2で敗れた。

## タイトル

### 国内タイトル
- プレミイェル・リーガ：1回
  - 2002-03
- プルヴァ・リーガRS：1回
  - 2001-02
- クプ・レプブリケ・スルプスケ：3回
  - 2001-02, 2003-04, 2020-21

### 国際タイトル
- なし

## 過去の成績
- 2001-02 プルヴァ・リーガRS 1位
- 2002-03 プレミイェル・リーガ 1位
- 2003-04 プレミイェル・リーガ 4位
- 2004-05 プレミイェル・リーガ 14位
- 2005-06 プレミイェル・リーガ 9位
- 2006-07 プレミイェル・リーガ 8位
- 2007-08 プレミイェル・リーガ 14位
- 2008-09 プレミイェル・リーガ 11位
- 2009-10 プレミイェル・リーガ 11位
- 2010-11 プレミイェル・リーガ 14位
- 2011-12 プレミイェル・リーガ 13位
- 2012-13 プレミイェル・リーガ 8位
- 2013-14 プレミイェル・リーガ 16位

## 欧州の成績
| シーズン | 大会                     | ラウンド  | 対戦相手           | ホーム | アウェー | 合計 |  |
| -------- | ------------------------ | --------- | ------------------ | ------ | -------- | ---- |  |
| 2003-04  | UEFAチャンピオンズリーグ | 予選1回戦 | グレーヴェンマハ   | 2-0    | 0-0      | 2-0  |  |
| 2003-04  | UEFAチャンピオンズリーグ | 予選2回戦 | スラヴィア・プラハ | 1-2    | 0-2      | 1-4  |  |

## 現所属メンバー
2014年8月7日現在
注：選手の国籍表記はFIFAの定めた代表資格ルールに基づく。
| No. | Pos. |                          | 選手名                       |
| --- | ---- | ------------------------ | ---------------------------- |
| 1   | GK   | ボスニア・ヘルツェゴビナ | ムラデン・ククリカ           |
| 2   | MF   | ボスニア・ヘルツェゴビナ | アレクサンダル・ムマロ       |
| 3   | MF   | ボスニア・ヘルツェゴビナ | ノヴォ・パパズ               |
| 4   | MF   | ボスニア・ヘルツェゴビナ | スルジャン・アンドリッチ     |
| 5   | MF   | ボスニア・ヘルツェゴビナ | ヴァシリエ・ヴチッチ         |
| 6   | DF   | ボスニア・ヘルツェゴビナ | セミョン・ミロシェヴィッチ   |
| 7   | DF   | ボスニア・ヘルツェゴビナ | プレドラグ・シェシェリ       |
| 8   | DF   | モンテネグロ             | ミロシュ・マルコヴィッチ     |
| 10  | MF   | ボスニア・ヘルツェゴビナ | ミロシュ・アチモヴィッチ     |
| 11  | FW   | セルビア                 | ミロヴァン・ドミトロヴィッチ |
| 13  | MF   | ボスニア・ヘルツェゴビナ | ステファン・チョロヴィッチ   |
| 14  | MF   | ボスニア・ヘルツェゴビナ | ミロラド・ツィミロト         |
| 15  | DF   | セルビア                 | デヤン・ポポヴィッチ         |

| No. | Pos. |                          | 選手名                       |
| --- | ---- | ------------------------ | ---------------------------- |
| 16  | MF   | ボスニア・ヘルツェゴビナ | ラザル・ゼチェヴィッチ       |
| 17  | FW   | ボスニア・ヘルツェゴビナ | ボヤン・デレティッチ         |
| 18  | FW   | セルビア                 | ネナド・ストヤノヴィッチ     |
| 19  | DF   | ボスニア・ヘルツェゴビナ | ヴラディミル・トドロヴィッチ |
| 20  | MF   | モンテネグロ             | ヴォイン・イェクニッチ       |
| 21  | MF   | ボスニア・ヘルツェゴビナ | ネジョ・タソヴァツ           |
| 22  | MF   | ボスニア・ヘルツェゴビナ | ウロシュ・テパヴチェヴィッチ |
| 23  | DF   | ボスニア・ヘルツェゴビナ | ノヴォ・ミロシェヴィッチ     |
| 24  | MF   | ボスニア・ヘルツェゴビナ | ネマニャ・ムリナ             |
| 25  | MF   | ボスニア・ヘルツェゴビナ | ミレ・ピャツァ               |
| 77  | GK   | ボスニア・ヘルツェゴビナ | ヴァシリエ・コラク           |
| --  | GK   | ボスニア・ヘルツェゴビナ | ミロスラヴ・アニチッチ       |
| --  | FW   | ボスニア・ヘルツェゴビナ | イリネイ・ジュリッチ         |

## 歴代監督
- ミオドラグ・ラダノヴィッチ
- ミラン・"ミレ"・ヨヴィン
- ヴラディミル・ペツェリ
- ブラヤン・ネネジッチ
- スルジャン・バイッチ (2007-2009)
- ボルチェ・スレドイェヴィッチ (2009-2010)
- ゴラン・スカキッチ (2010)
- ヴカシン・ヴィシュニェヴァツ (2010)
- ドラガン・スパイッチ (2010-2011)
- スラヴコ・ヨヴィッチ (2011)
- ボグダン・コラク (2011)
- ボルチェ・スレドイェヴィッチ (2011-2012)
- ヴラディミル・ガチノヴィッチ (2012-2013)
- ドラガン・スパイッチ (2013-2014)
- ヴラディミル・ガチノヴィッチ (2014)
- ダニャン・ラトコヴィッチ (2014-)

## 歴代所属選手
- ランコ・ポポヴィッチ 1989-1990
- ブラニスラヴ・クルニッチ 1999-2000, 2001-2004, 2010
- ヴラディミル・ストイコヴィッチ 2003
- ミラン・ペツェル 2004-05, 2006-07